# Tadalafil
Tadalafil (INN) is een geneesmiddel voor de behandeling van erectiestoornissen bij mannen, bekend onder de merknaam Cialis. Het is ontwikkeld door Lilly ICOS, een joint venture van de ICOS Corporation en Eli Lilly and Company. In de Europese Unie werd het vergund op 12 november 2002 (de vergunning is verlengd op 12 november 2007). In de Verenigde Staten gaf de Food and Drug Administration in december 2003 toestemming om Cialis (tadalafil) op de markt te brengen. Het was het derde "potentiemiddel" dat de FDA erkende, na sildenafil (Viagra) en vardenafil (Levitra). Later kwam daar nog avanafil (Stendra, Spedra) bij.
Eli Lilly kocht de ICOS Corporation in januari 2007 op. Op 1 oktober 2008 verkreeg Eli Lilly van de Europese Unie een vergunning voor het in de handel brengen van tadaladil onder de merknaam Tadalafil Lilly.

## Werking
Tadalafil is, zoals sildenafil en vardenafil, een zogenaamde fosfodiesteraseremmer type 5 (PDE5).
Tijdens normale seksuele stimulatie wordt in de penis de stof cyclisch guanosinemonofosfaat (cGMP) geproduceerd. Dat leidt tot een ontspanning van de spier in het sponsachtige weefsel van de penis, waardoor er een toevoer van bloed en een erectie mogelijk wordt. Het enzym fosfodiesterase breekt evenwel de stof cGMP af. Tadalafil remt de werking van dat enzym en herstelt zo de erectiele functie. Seksuele stimulatie blijft wel nodig om een erectie teweeg te brengen.

## Dosering
De aanbevolen dosis is 10 mg, in te nemen minstens 30 minuten vóór de seksuele activiteit. De dosis mag eventueel verhoogd worden tot 20 mg.
De halveringstijd van tadalafil is met 17,5 uur beduidend groter dan die van sildenafil (ca. 4 uur) of vardenafil (4-5 uur), en de werkingsduur van een dosis tadalafil is dan ook verhoudingsgewijs langer. De aanbevolen maximale doseringsfrequentie is eenmaal per dag, maar ononderbroken dagelijks gebruik van tadalafil wordt afgeraden.

## Bijwerkingen
De meest voorkomende bijwerkingen zijn hoofdpijn en dyspepsie (maag- en darmstoornissen).

## Interacties
Tadalafil mag niet samen gebruikt worden met nitraathoudende geneesmiddelen (middelen om angina te behandelen).

## Contra-indicaties
Tadalafil mag niet ingenomen worden door patiënten die ooit (tijdelijk) hun gezichtsvermogen hebben verloren als gevolg van een probleem met de bloedtoevoer naar de oogzenuw.
Het mag ook niet gebruikt worden door patiënten met een hoge bloeddruk of hartritmestoornissen, of patiënten die recent een hartaanval of een beroerte hebben gehad.